# Gabrielle-Suzanne Barbot de Villeneuve
Gabrielle-Suzanne Barbot de Villeneuve (La Rochelle, 28 novembre 1685 – Parigi, 29 dicembre 1755) è stata una scrittrice francese.

## Biografia
Nata a La Rochelle, è figlia di genitori appartenenti alla vecchia religione protestante, dopo un matrimonio fallimentare nel 1706 con il giovane aristocratico Jean-Baptiste Gaalon de Villeneuve di Poitou, accanito giocatore d'azzardo, de Villeneuve chiede la separazione dei beni. I due ebbero una figlia di cui però si sa gran poco; nel 1711, a ventisei anni, Madame de Villeneuve diventa vedova e a poco a poco perde tutta la fortuna della sua famiglia ripagando i debiti del marito, così è costretta a cercare un impiego a Parigi. Qui ha dovuto ingegnarsi per riappropriarsi della proprietà di famiglia e arricchirla; diventa una scrittrice di racconti, lavoro consono per una donna proveniente dal ceto aristocratico e da cui può ricavare un compenso.
I suoi lavori vengono visionati dal censore reale Prosper Jolyot de Crébillon, che incuriosito dalla sua scrittura, la prende sotto la sua ala e successivamente le offre un impiego come governante in casa sua.
Poeta e drammaturgo francese molto eclettico e anticonformista, nel 1733 Crébillon viene nominato sovrintendente alla pubblicazione dei testi scritti in Francia e per mezzo della sua posizione ottiene il totale controllo sulla censura letteraria francese.
Le critiche verso Gabrielle-Suzanne Barbot de Villeneuve per il favoritismo ricevuto da Crébillon poiché ella fu la sua governante e, a detta dei pettegolezzi, anche qualcosa di più non si fanno tardare. Il fatto che Crébillon fomentasse la sua governante nei suoi scritti romanzeschi come La Jardinière de Vincennes, mettendovi anche delle proprie idee su trucchi presi dal teatro, fa molto discutere nel circolo letterario Bout-du-banc di Mlle Quinault incline a giudicare ogni mossa della coppia di scrittori.
In effetti dai documenti pervenuti fino a noi troviamo una lettera di Voltaire, appartenente a questo circolo, indirizzata a Crébillon che denuncia come i suoi scritti non vengano pubblicati e invece quelli di una certa governante si.
"Ce grand lévrier de Crébillon fils a envoyé à son singulier père ce misérable Temple (du goût) pour être lu et approuvé. On prétend qu'on l'a remis ès mains d'une vieille muse qui est la gouvernante de M. de Crébillon, et cette vieille a dit qu'elle ferait tenir le paquet à Bercy [...] ; ils disent que Crébillon laissera manger mon Temple à ses chats, et qu'il sera longtemps sans le lire"
Mme de Villeneuve non godeva di nessun favoritismo da parte del censore reale, Crébillon infatti discuteva delle opere da censire con lei ed essa ne ricavava spunti per i suoi romanzi, oltre al fatto di tenersi al passo con le mode letterarie del momento ma le sue opere erano sempre giudicate da Crébillon come qualsiasi altro scritto.
Le opere di Mme de Villeneuve sono ben accolte dal pubblico francese ma purtroppo vengono ostacolate dal circolo di Mlle de Quinault.
Un episodio in particolare porta a confronto la disputa fra Mme de Villeneuve e il circolo letterario per la paternità di un racconto mal attribuito alla sua persona: le loup galeux. Come riportato da Elisa Biancardi nella sua opera critica, leggiamo le vicende di Mme de Villeneuve sullo svolgersi del caso giudiziario. Le loup galeux è un racconto sul quale Mme de Villeneuve ha dovuto combattere per non essere ingarbugliata nella fitta trama tessuta dal circolo Bout-du-banc gestito da Mlle Quinault. Questo circolo letterario di salotto come molti altri che si erano formati a Parigi e in tutta la Francia e come tutti si teneva aggiornato costantemente sulle ultime opere letterarie in stampa e discutevano di esse, spesso con malizia nemmeno troppo velata. All'epoca era risaputo che un pettegolezzo passava fra i vari salotti più veloce di una notizia scritta sul giornale. Mlle Quinault assieme ai vari collaboratori letterari del suo circolo voleva far ricadere la paternità del racconto Le loup galeux su Mme de Villeneuve che invece ha smentito in più occasioni.
All'inizio si pensava fosse un riferimento al loup spelacchiato del racconto Mirliton, opera letteraria di Mme de Villeneuve dove un principe per mezzo della metamorfosi si trasforma in un lupo e si credeva volesse farsi pubblicità per far vendere questo racconto.
Ma il circolo letterario ha scritto nel 1744 Le loup galeux et la Jeune vieille col proposito di indicare Mme de Villeneuve come la giovane-vecchia che accudiva il povero lupo, Crébillon.
Ma il loup galeux non è un racconto che appartiene alla nostra autrice, lei stessa scrive un Avertissement nel quale nega la paternità dell'opera che le si attribuiva, visto che lei non ha mai fatto patire nessuna delle sue creature nelle sue opere.
“J'ai toujours été convaincue - dit la Madame de V*** signataire du petit recueil - que l'on avait dessein de me voler mon pauvre Loup"
Lo stesso Crébillon accudiva povere creature randagie e Mme de Villeneuve, avendo la stessa opinione su queste povere creature, ne raccontava le loro sofferenze nei suoi scritti.
Il Mirliton della Villeneuve era una rappresentazione della condizione di sofferenza vissuta da queste creature così lasciate a loro stesse in questa società borghese, piena di giudizi ipocriti e sberleffi verso coloro che non facevano parte della loro élite acculturata. Le povere creature di Madame de Villeneuve come il lupo nell'opera Mirliton rappresentano la premura dell'autrice verso tutte le sue creazioni, una caratteristica che ritroviamo anche nel racconto de La Belle et la Bête.
È particolarmente nota per essere l'autrice di La Belle et la Bête, che è l'origine della fiaba La bella e la bestia di cui sono state create svariate varianti nel corso del tempo, fra cui la variante più popolare di Jean-Marie Leprince de Beaumont di cui tutti al giorno d'oggi conoscono la storia anche per mezzo del film omonimo della Disney.
Ha scritto il romanzo La Jardinière de Vincennes, che ha visto una seconda edizione nel 1757.